# Longueville (Seine-et-Marne)
Pour les articles homonymes, voir Longueville.
Longueville est une commune française située dans le département de Seine-et-Marne en région Île-de-France.

## Géographie

### Localisation
|  |

Le village est situé à 8 km au sud-ouest de Provins et à 48 km à l'est de Melun.

### Communes limitrophes
| Saint-Loup-de-Naud |             | Sainte-Colombe |
| Savins             | Longueville | Soisy-Bouy     |
| Jutigny            | Chalmaison  |                |

### Hydrographie

#### Réseau hydrographique

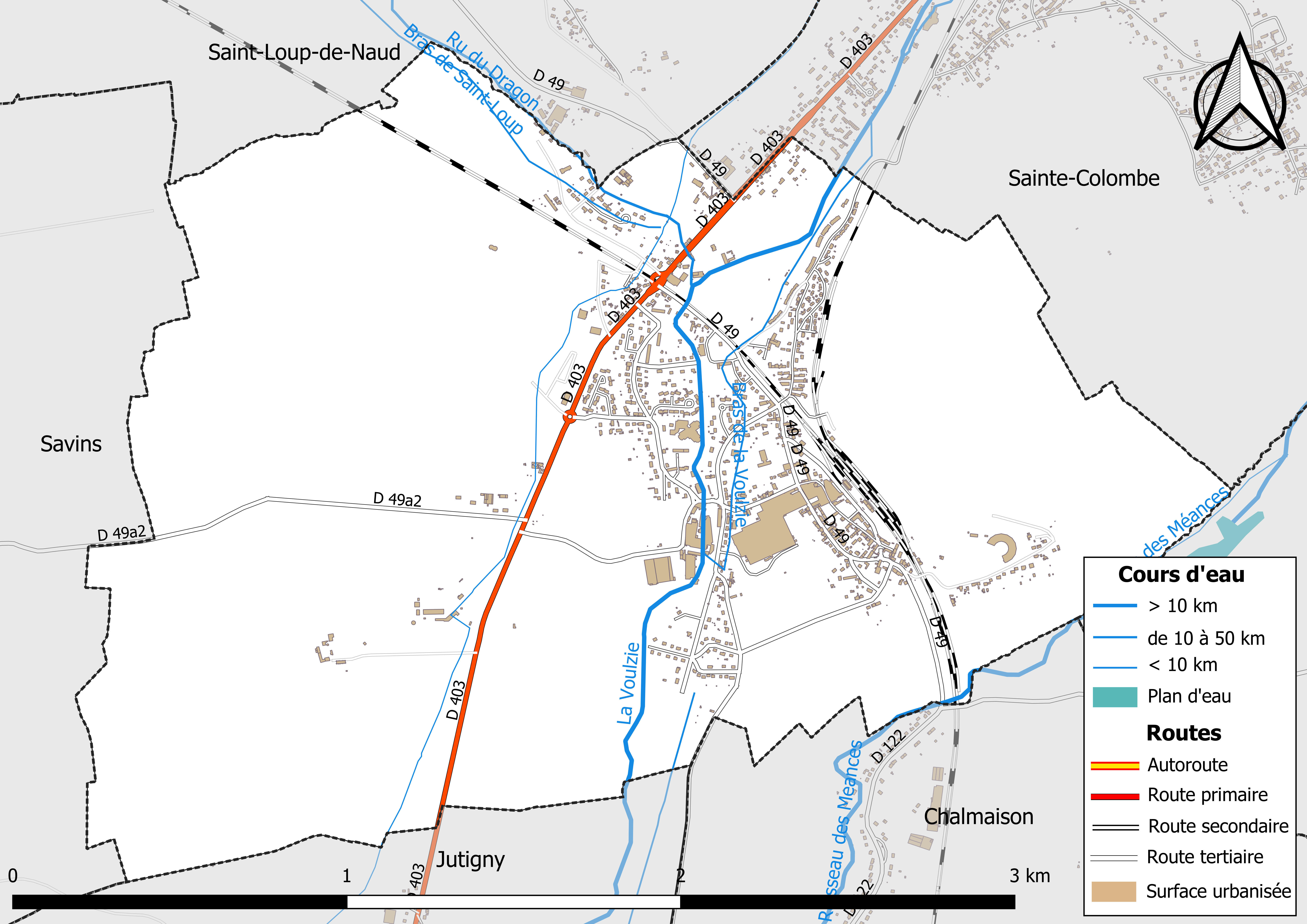
Carte des réseaux hydrographique et routier de Longueville.

Le réseau hydrographique de la commune se compose de six cours d'eau référencés :
- la rivière Voulzie, longue de 43,9 km[1], affluent de la Seine en rive droite, ainsi que :
  - un bras de 1,7 km[2] ;
  - le ru du Dragon, long de 8,1 km[3], affluent de la Voulzie ;
- le ruisseau des Méances, long de 27,1 km[4], affluent de la Seine en rive droite, ainsi que :
  - un bras de 0,8 km[5] ;
  - le fossé 01 du Moulin de Gouaix, 1,8 km[6] qui conflue avec le ruisseau des Méances.

Par ailleurs, son territoire est également traversé par le canal des Ormes,, aqueduc, conduite forcée de 24,31 km qui conflue avec la Voulzie, l’aqueduc de la Voulzie et le bras de Saint-Loup, aqueduc, conduite forcée de 1,9 km.
La longueur totale des cours d'eau sur la commune est de 11,17 km.

#### Gestion des cours d'eau
Afin d’atteindre le bon état des eaux imposé par la Directive-cadre sur l'eau du 23 octobre 2000, plusieurs outils de gestion intégrée s’articulent à différentes échelles : le SDAGE, à l’échelle du bassin hydrographique, et le SAGE, à l’échelle locale. Ce dernier fixe les objectifs généraux d’utilisation, de mise en valeur et de protection quantitative et qualitative des ressources en eau superficielle et souterraine. Le département de Seine-et-Marne est couvert par six SAGE, au sein du bassin Seine-Normandie.
La commune fait partie du SAGE « Bassée Voulzie », en cours d'élaboration en décembre 2020. Le territoire de ce SAGE concerne 144 communes dont 73 en Seine-et-Marne, 50 dans l'Aube, 15 dans la Marne et 6 dans l'Yonne, pour une superficie de 1 710 km2,. Le pilotage et l’animation du SAGE sont assurés par Syndicat Mixte Ouvert de l’eau potable, de l’assainissement collectif, de l’assainissement non collectif, des milieux aquatiques et de la démoustication (SDDEA), qualifié de « structure porteuse ».

### Climat
Pour des articles plus généraux, voir Climat de l'Île-de-France et Climat de Seine-et-Marne.
En 2010, le climat de la commune est de type climat océanique dégradé des plaines du Centre et du Nord, selon une étude du CNRS s'appuyant sur une série de données couvrant la période 1971-2000. En 2020, Météo-France publie une typologie des climats de la France métropolitaine dans laquelle la commune est exposée à un climat océanique altéré et est dans la région climatique Nord-est du bassin Parisien, caractérisée par un ensoleillement médiocre, une pluviométrie moyenne régulièrement répartie au cours de l’année et un hiver froid (3 °C).
Pour la période 1971-2000, la température annuelle moyenne est de 10,5 °C, avec une amplitude thermique annuelle de 15,8 °C. Le cumul annuel moyen de précipitations est de 752 mm, avec 11,3 jours de précipitations en janvier et 8,1 jours en juillet. Pour la période 1991-2020, la température moyenne annuelle observée sur la station météorologique la plus proche, située sur la commune de Voulton à 13 km à vol d'oiseau, est de 11,3 °C et le cumul annuel moyen de précipitations est de 740,8 mm,. Pour l'avenir, les paramètres climatiques de la commune estimés pour 2050 selon différents scénarios d'émission de gaz à effet de serre sont consultables sur un site dédié publié par Météo-France en novembre 2022.

### Milieux naturels et biodiversité

#### Réseau Natura 2000

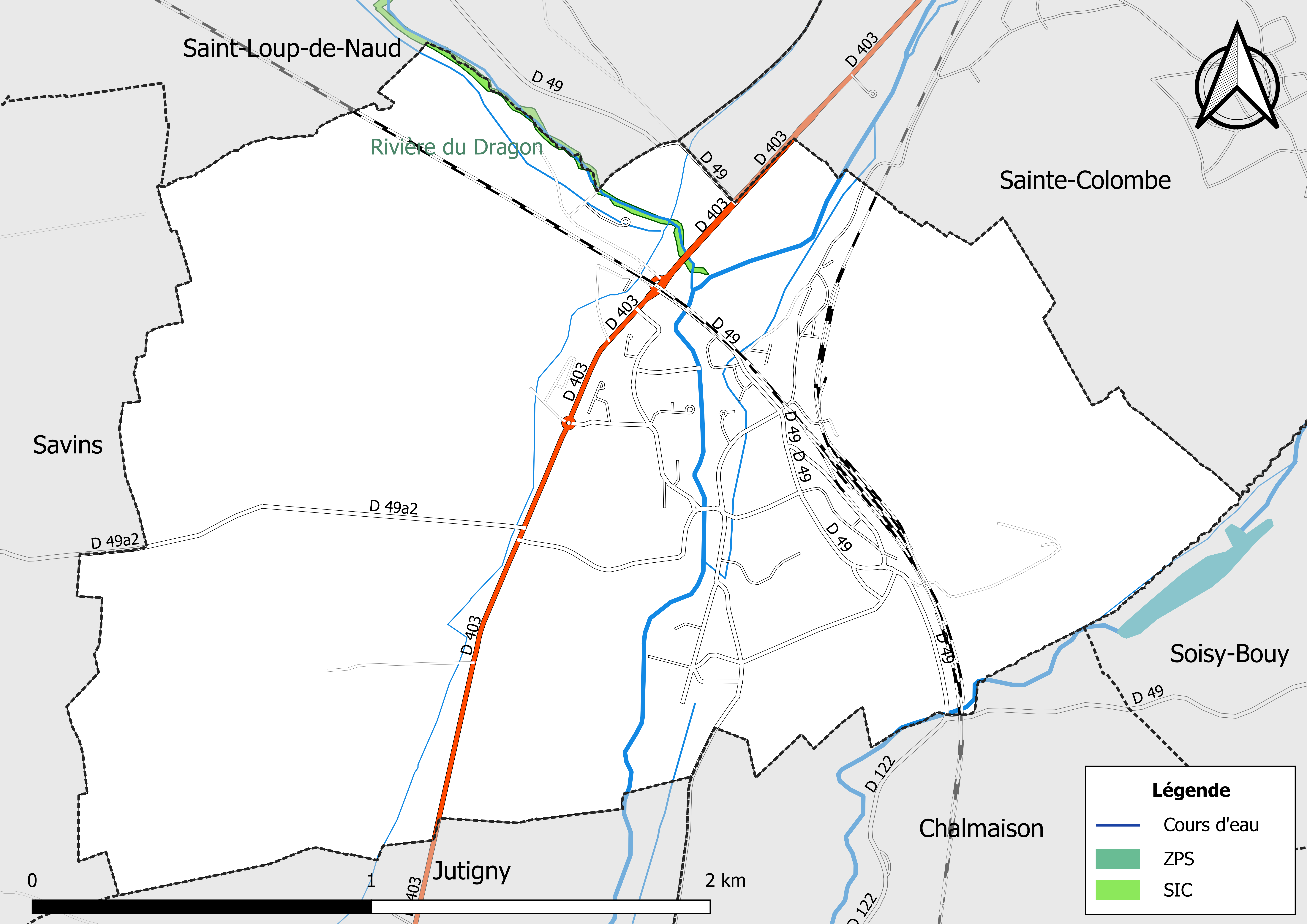
Sites Natura 2000 sur le territoire communal.

Le réseau Natura 2000 est un réseau écologique européen de sites naturels d’intérêt écologique élaboré à partir des Directives « Habitats » et « Oiseaux ». Ce réseau est constitué de Zones spéciales de conservation (ZSC) et de Zones de protection spéciale (ZPS). Dans les zones de ce réseau, les États Membres s'engagent à maintenir dans un état de conservation favorable les types d'habitats et d'espèces concernés, par le biais de mesures réglementaires, administratives ou contractuelles.
Un site Natura 2000 a été défini sur la commune au titre de la « directive Habitats », : 
- la « Rivière du dragon », d'une superficie de 24,26 ha, une rivière de la première catégorie piscicole, du domaine salmonicole. Des populations de Chabot et Lamproie de Planer y sont connues ainsi qu’un cortège particulièrement riche d’espèces associées à ce type de cours d’eau[21],[22].

#### Zones naturelles d'intérêt écologique, faunistique et floristique

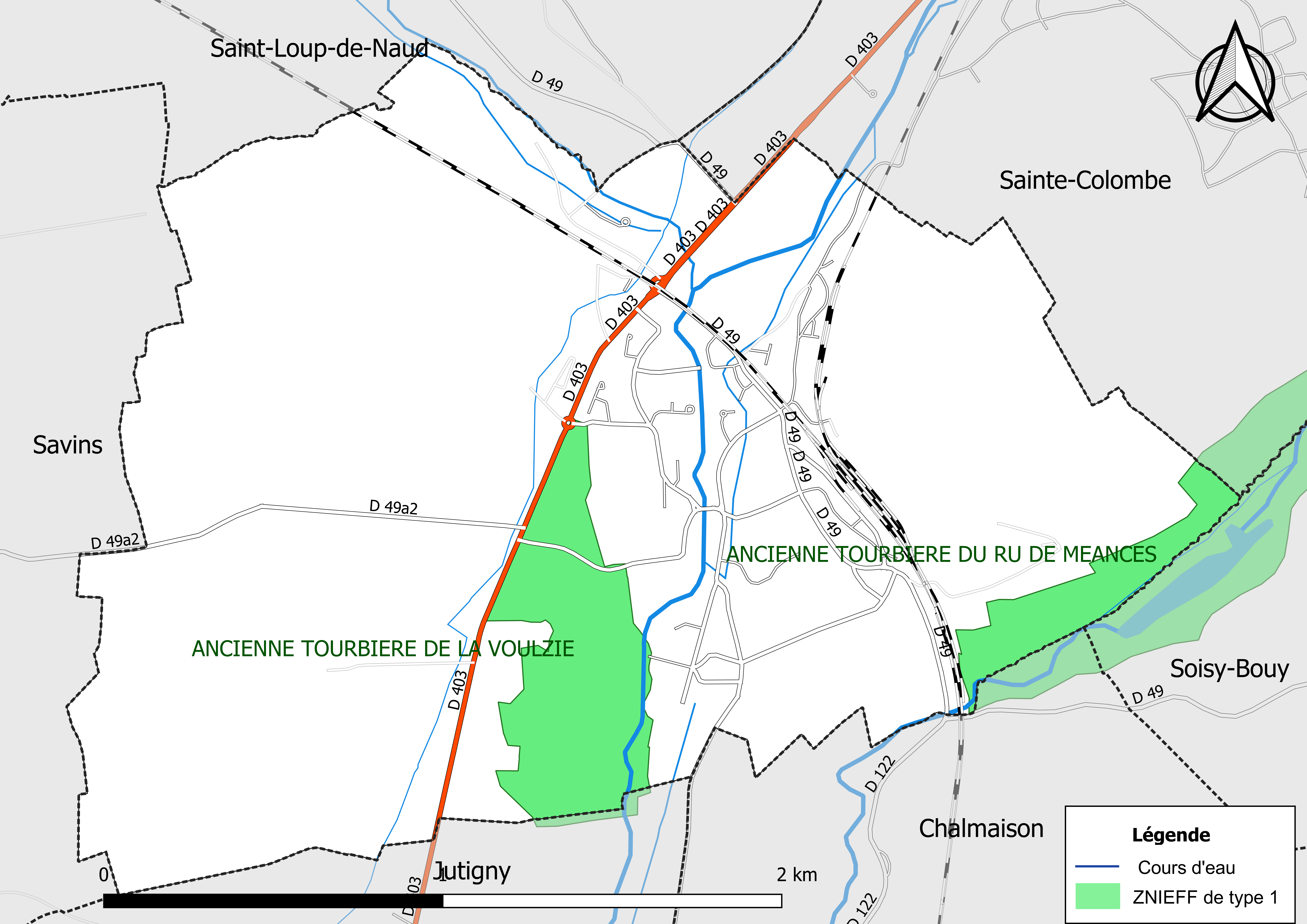
Carte des ZNIEFF de type 1 localisées sur la commune.

L’inventaire des zones naturelles d'intérêt écologique, faunistique et floristique (ZNIEFF) a pour objectif de réaliser une couverture des zones les plus intéressantes sur le plan écologique, essentiellement dans la perspective d’améliorer la connaissance du patrimoine naturel national et de fournir aux différents décideurs un outil d’aide à la prise en compte de l’environnement dans l’aménagement du territoire.
Le territoire communal de Longueville comprend deux ZNIEFF de type 1,,, 
l'« ancienne tourbière de la Voulzie » (36,52 ha) et l'« ancienne tourbière du Ru de Meances » (50,85 ha), couvrant 4 communes du département.

## Urbanisme

### Typologie
Au 1er janvier 2024, Longueville est catégorisée ceinture urbaine, selon la nouvelle grille communale de densité à sept niveaux définie par l'Insee en 2022.
Elle appartient à l'unité urbaine de Longueville, une agglomération intra-départementale regroupant deux  communes, dont elle est une commune de la banlieue,,. Par ailleurs la commune fait partie de l'aire d'attraction de Paris, dont elle est une commune de la couronne,. Cette aire regroupe 1 929 communes,.

### Lieux-dits et écarts
La commune compte 66 lieux-dits administratifs répertoriés consultables ici dont Lourps (château et chapelle).

### Occupation des sols
L'occupation des sols de la commune, telle qu'elle ressort de la base de données européenne d’occupation biophysique des sols Corine Land Cover (CLC), est marquée par l'importance des territoires agricoles (41,5 % en 2018), en diminution par rapport à 1990 (43,2 %). La répartition détaillée en 2018 est la suivante : 
terres arables (41,5% ), forêts (35,9% ), zones urbanisées (22,6 %).
Parallèlement, L'Institut Paris Région, agence d'urbanisme de la région Île-de-France, a mis en place un inventaire numérique de l'occupation du sol de l'Île-de-France, dénommé le MOS (Mode d'occupation du sol), actualisé régulièrement depuis sa première édition en 1982. Réalisé à partir de photos aériennes, le Mos distingue les espaces naturels, agricoles et forestiers mais aussi les espaces urbains (habitat, infrastructures, équipements, activités économiques, etc.) selon une classification pouvant aller jusqu'à 81 postes, différente de celle de Corine Land Cover,,. L'Institut met également à disposition des outils permettant de visualiser par photo aérienne l'évolution de l'occupation des sols de la commune entre 1949 et 2018.

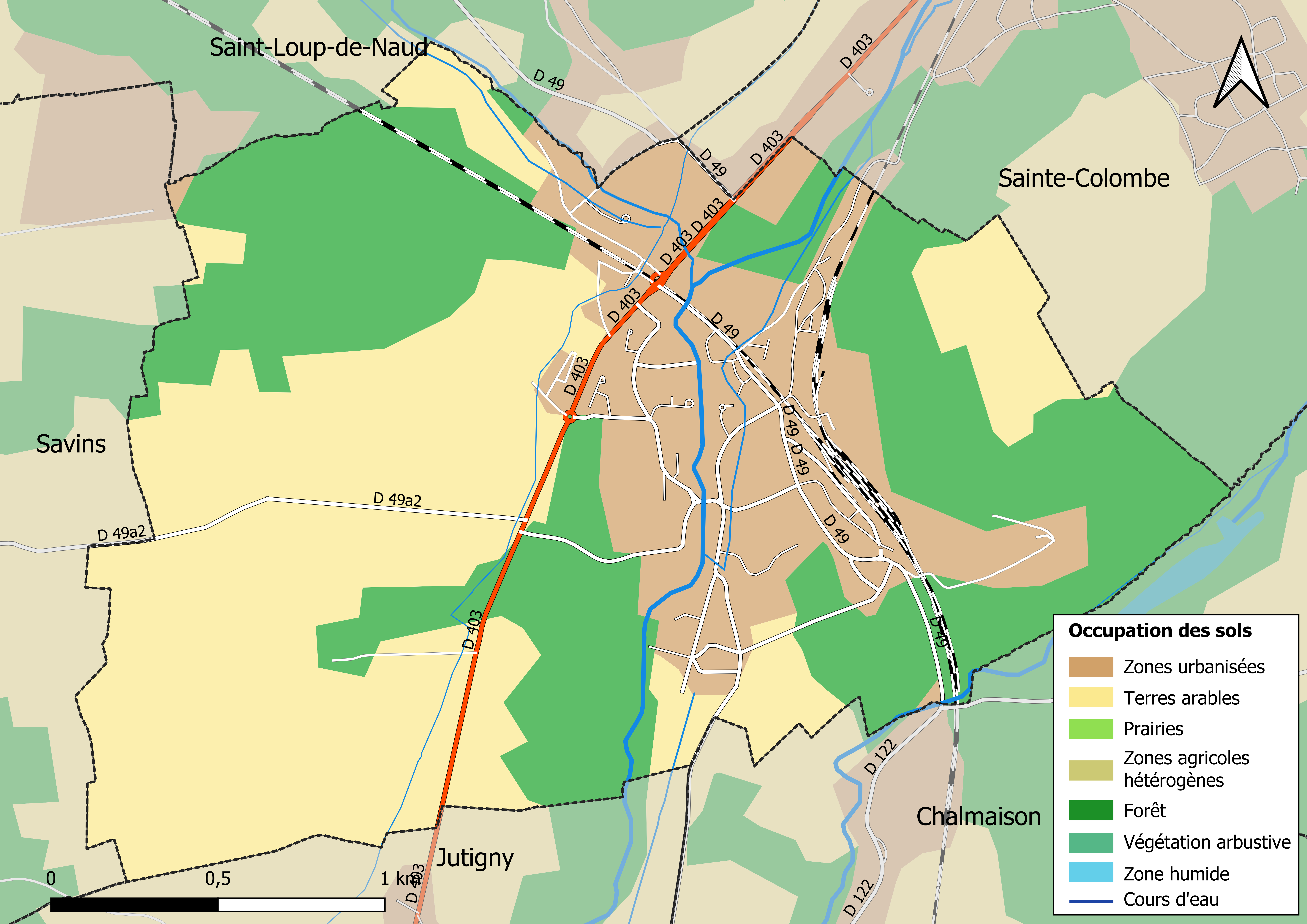
Carte des infrastructures et de l'occupation des sols en 2018 (CLC) de la commune.
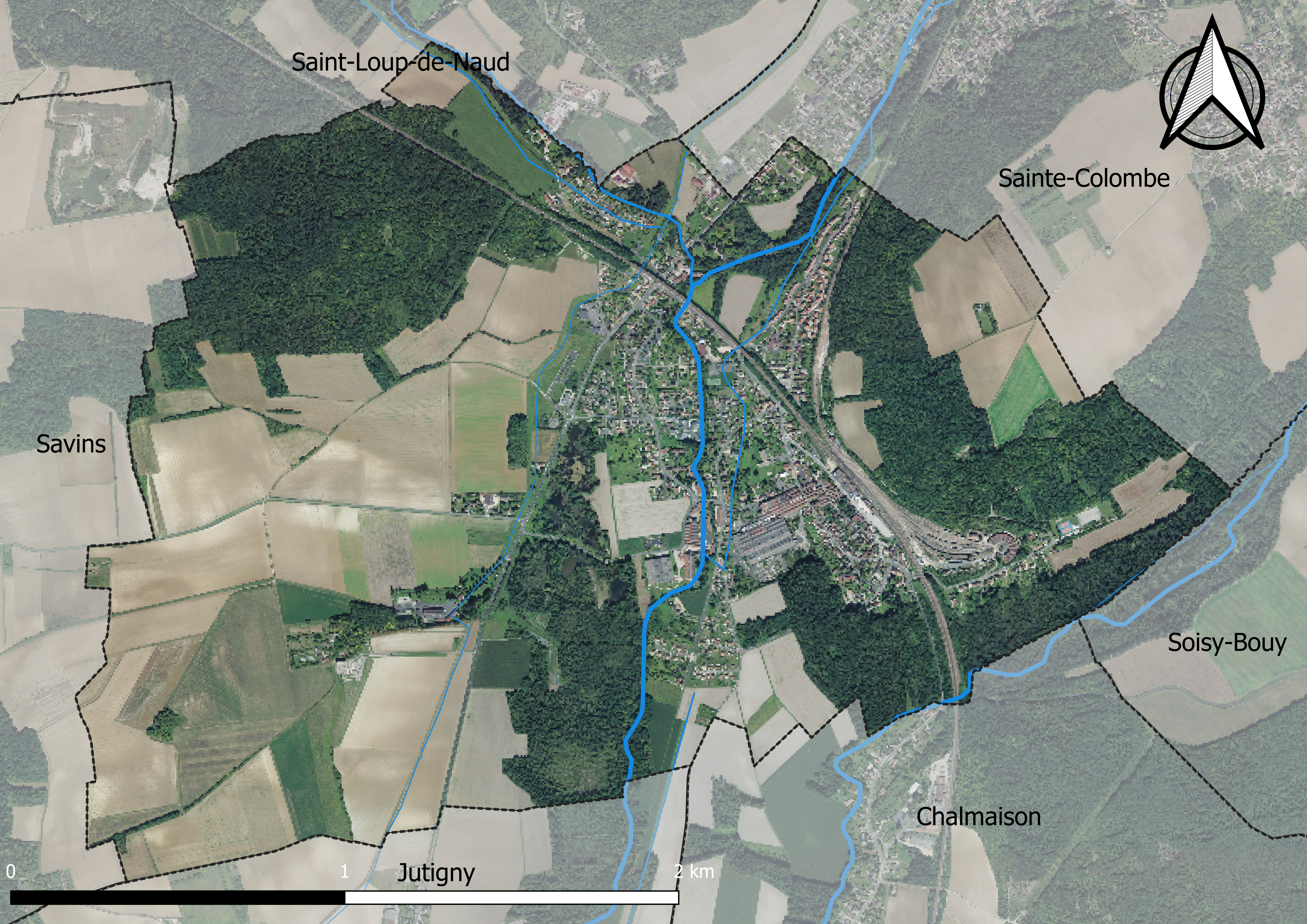
Carte orhophotogrammétrique de la commune.

### Planification
La loi SRU du 13 décembre 2000 a incité les communes à se regrouper au sein d’un établissement public, pour déterminer les partis d’aménagement de l’espace au sein d’un SCoT, un document d’orientation stratégique des politiques publiques à une grande échelle et à un horizon de 20 ans et s'imposant aux documents d'urbanisme locaux, les PLU (Plan local d'urbanisme). La commune est dans le territoire du SCOT Grand Provinois, dont le projet a été arrêté le 29 janvier 2020, porté par le syndicat mixte d’études et de programmation (SMEP) du Grand Provinois, qui regroupe les Communautés de Communes du Provinois et de Bassée-Montois, soit 82 communes.
La commune disposait en 2019 d'un plan local d'urbanisme en révision. Le zonage réglementaire et le règlement associé peuvent être consultés sur le Géoportail de l'urbanisme.

### Logement
En 2016, le nombre total de logements dans la commune était de 788 dont 68,5 % de maisons et 26 % d'appartements.
Parmi ces logements, 90,7 % étaient des résidences principales, 1,1 % des résidences secondaires et 8,1 % des logements vacants.
La part des ménages fiscaux propriétaires de leur résidence principale s'élevait à 55,7 % contre 43,2 % de locataires dont, 27,1 % de logements HLM loués vides (logements sociaux) et, 1,1 % logés gratuitement.

### Voies de communication et transports

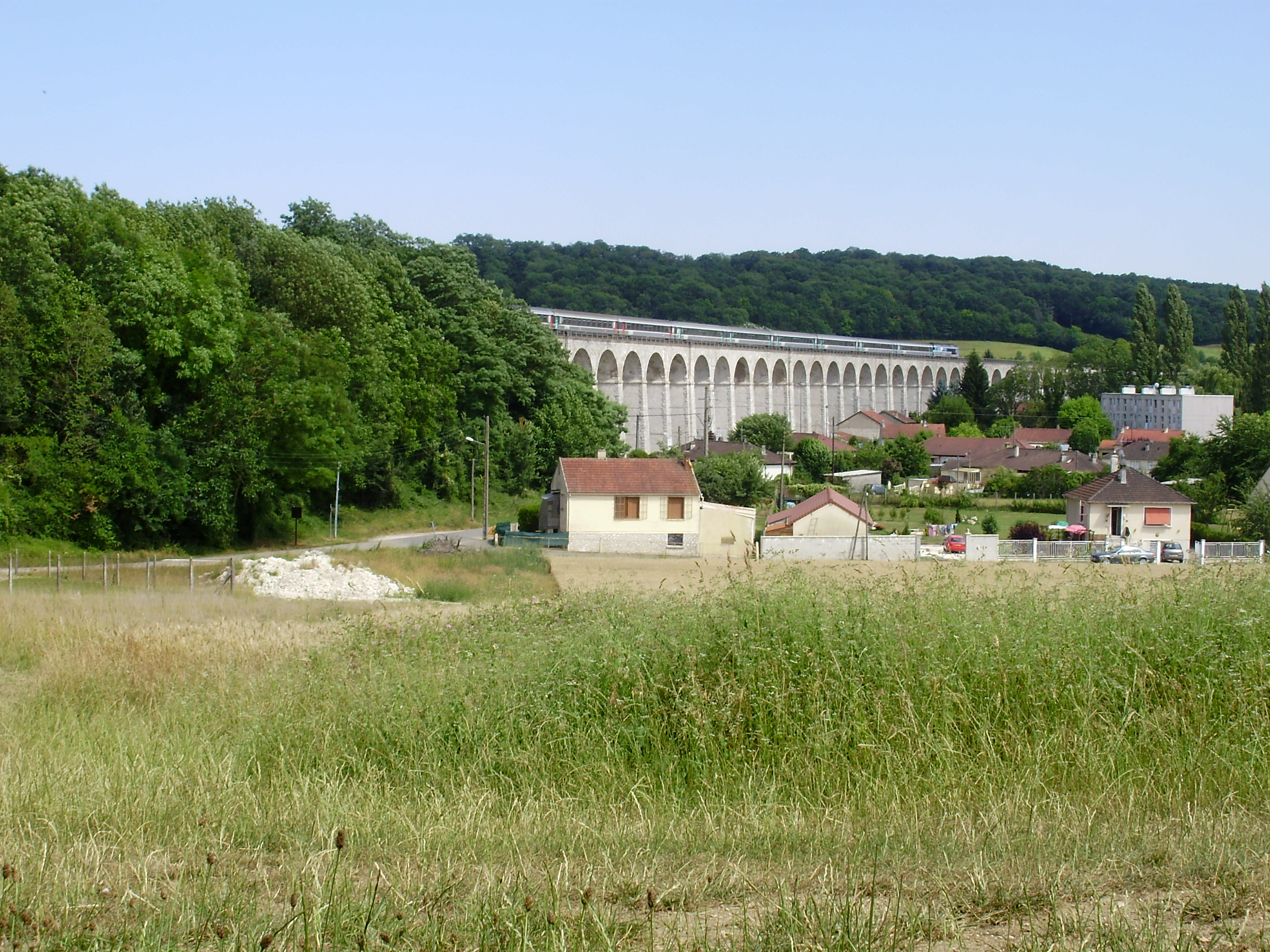
Un train grandes lignes se dirigeant vers Troyes passe sur le viaduc.

La commune est desservie par la gare de Longueville, sur la ligne Paris - Provins. L'accès à Provins par voie de chemin de fer nécessite un arrêt à Longueville (changement de direction), ce qui a contribué au développement du village.
- Ligne P du Transilien : direction Paris-Est ou Provins.
- TER Grand Est : direction Paris-Est ou Troyes.
- Intercités : direction Paris-Est, Troyes, Belfort.

## Toponymie
Le nom de la localité est mentionné sous les formes Longevile en 1250 ; Longuevile en la paroche de Loors en 1266 ; Longevile en 1295 ; Longeville en 1408 ; Longueville, parroisse de Lourps en 1789.
Le toponyme est issu de l'oïl, adjectif longue et ville (« village »).

## Histoire
Des vestiges néolithiques et paléolithiques sont visibles au lieu-dit le Marais Tourbeux. En 1944, une cachette de fondeur de l'âge du bronze est découverte.
Longueville apparaît pour la première fois au XIIIe siècle. C'est un hameau qui dépend alors de la paroisse de Lourps.
En 1888, la mairie est transférée à Longueville, nouveau nom de la commune.
La seigneurie de Lourps est détenue depuis le XVe siècle par la famille Legoux, par ailleurs détentrice de la seigneurie de Champigny (Yonne). Durant les guerres civiles dites de religion, Legoux, seigneur de Lourps, assure une grande partie de la défense civile du Provinois. La chapelle de Lourps en conserve la dalle tumulaire. Il est représenté en armure.

## Politique et administration

### Liste des maires
| Période                                  | Période  | Identité        | Étiquette | Qualité  |
| ---------------------------------------- | -------- | --------------- | --------- | -------- |
| Les données manquantes sont à compléter. |          |                 |           |          |
| mars 2008                                | En cours | Philippe Fortin | SE        | Retraité |

## Équipements et services

### Eau et assainissement
L’organisation de la distribution de l’eau potable, de la collecte et du traitement des eaux usées et pluviales relève des communes. La loi NOTRe de 2015 a accru le rôle des EPCI à fiscalité propre en leur transférant cette compétence. Ce transfert devait en principe être effectif au 1er janvier 2020, mais la loi Ferrand-Fesneau du 3 août 2018 a introduit la possibilité d’un report de ce transfert au 1er janvier 2026,.

#### Assainissement des eaux usées
En 2020, la commune de Longueville gère le service d’assainissement collectif (collecte, transport et dépollution) en régie directe, c’est-à-dire avec ses propres personnels.
L’assainissement non collectif (ANC) désigne les installations individuelles de traitement des eaux domestiques qui ne sont pas desservies par un réseau public de collecte des eaux usées et qui doivent en conséquence traiter elles-mêmes leurs eaux usées avant de les rejeter dans le milieu naturel. La communauté de communes du Provinois assure pour le compte de la commune le service public d'assainissement non collectif (SPANC), qui a pour mission de vérifier la bonne exécution des travaux de réalisation et de réhabilitation, ainsi que le bon fonctionnement et l’entretien des installations,.

#### Eau potable
En 2020, l'alimentation en eau potable est assurée par le syndicat de l'Eau de l'Est seine-et-marnais (S2E77) qui en a délégué la gestion à l'entreprise Suez, dont le contrat expire le 1er octobre 2027,,.

## Population et société

### Démographie
L'évolution du nombre d'habitants est connue à travers les recensements de la population effectués dans la commune depuis 1793. Pour les communes de moins de 10 000 habitants, une enquête de recensement portant sur toute la population est réalisée tous les cinq ans, les populations de référence des années intermédiaires étant quant à elles estimées par interpolation ou extrapolation. Pour la commune, le premier recensement exhaustif entrant dans le cadre du nouveau dispositif a été réalisé en 2005.

En 2022, la commune comptait 1 802 habitants, en évolution de −0,22 % par rapport à 2016 (Seine-et-Marne : +3,92 %, France hors Mayotte : +2,11 %).
| 1793 | 1800 | 1806 | 1821 | 1831 | 1836 | 1841 | 1846 | 1851 |
| ---- | ---- | ---- | ---- | ---- | ---- | ---- | ---- | ---- |
| 162  | 149  | 142  | 179  | 213  | 204  | 214  | 200  | 222  |

| 1856 | 1861 | 1866 | 1872 | 1876 | 1881 | 1886 | 1891 | 1896 |
| ---- | ---- | ---- | ---- | ---- | ---- | ---- | ---- | ---- |
| 270  | 290  | 337  | 332  | 344  | 324  | 351  | 359  | 363  |

| 1901 | 1906 | 1911 | 1921 | 1926  | 1931  | 1936  | 1946  | 1954  |
| ---- | ---- | ---- | ---- | ----- | ----- | ----- | ----- | ----- |
| 438  | 491  | 577  | 890  | 1 057 | 1 116 | 1 054 | 1 004 | 1 098 |

| 1962  | 1968  | 1975  | 1982  | 1990  | 1999  | 2005  | 2006  | 2010  |
| ----- | ----- | ----- | ----- | ----- | ----- | ----- | ----- | ----- |
| 1 179 | 1 407 | 1 437 | 1 463 | 1 488 | 1 692 | 1 638 | 1 634 | 1 684 |

| 2015  | 2020  | 2022  | - | - | - | - | - | - |
| ----- | ----- | ----- | - | - | - | - | - | - |
| 1 820 | 1 778 | 1 802 | - | - | - | - | - | - |

## Jumelages
Olevano sul Tusciano (Italie)

### Associations
- Longueville abrite l'Association de jeunes pour l'entretien et la conservation des trains d'autrefois (AJECTA) et son Musée vivant du Chemin de Fer dans un ancien dépôt de locomotives de la SNCF.
- Ouverte depuis novembre 2010, la Maison d'Accueil Spécialisé de Longueville, de l'association AFASER, accueille des adultes polyhandicapés.

## Économie

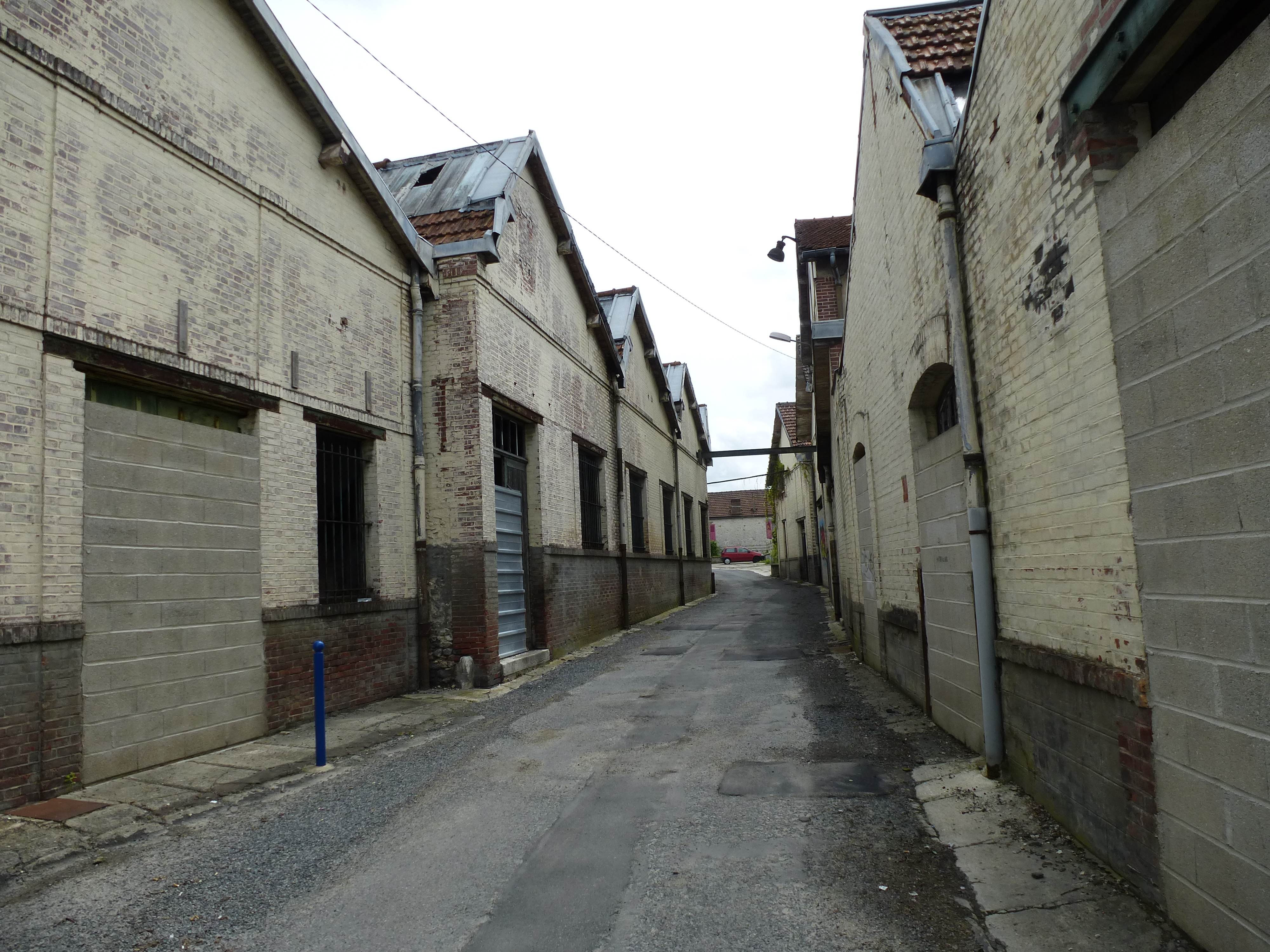
Friche industrielle.

- Vingt-deux artisans et commerçants (particularité : friche industrielle de sept hectares au cœur du bourg).
- La commune abrite sur son territoire une usine de composants électriques, filiale du groupe Mersen, fondée en 1907 par l'ingénieur et inventeur Emile-Albert Fouilleret. L'usine est toujours appelée de nos jours l'usine Fouilleret, en mémoire de son fondateur et de sa famille qui la dirigea après son décès en 1934 ; notamment son fils aîné Henri Charles Fouilleret, héros de la Résistance mort pour la France à Provins en 1944.
- Il existait autrefois une fabrique de céramiques, nommée La Céramique de la Voulzie, également propriété de la Famille Fouilleret, qui disparut dans un incendie.

### Secteurs d'activité

#### Agriculture
Longueville est dans la petite région agricole dénommée le « Montois », une petite région à l'est du département, en limite sud de la Brie. En 2010, l'orientation technico-économique de l'agriculture sur la commune est la culture de céréales et d'oléoprotéagineux (COP).
Si la productivité agricole de la Seine-et-Marne se situe dans le peloton de tête des départements français, le département enregistre un double phénomène de disparition des terres cultivables (près de 2 000 ha par an dans les années 1980, moins dans les années 2000) et de réduction d'environ 30 % du nombre d'agriculteurs dans les années 2010. Cette tendance n'est pas confirmée au niveau de la commune qui voit le nombre d'exploitations augmenter et passer de 3 en 1988 à 6 en 2010. Parallèlement, la taille de ces exploitations diminue, passant de 59 ha en 1988 à 54 ha en 2010.
Le tableau ci-dessous présente les principales caractéristiques des exploitations agricoles de Longueville, observées sur une période de 22 ans : 
|                                      | 1988 | 2000 | 2010 |
| ------------------------------------ | ---- | ---- | ---- |
| Dimension économique,                |      |      |      |
| Nombre d’exploitations (u)           | 3    | 5    | 6    |
| Travail (UTA)                        | 4    | 5    | 5    |
| Surface agricole utilisée (ha)       | 178  | 395  | 323  |
| Cultures                             |      |      |      |
| Terres labourables (ha)              | 177  | 395  | 321  |
| Céréales (ha)                        | s    | 268  | s    |
| dont blé tendre (ha)                 | s    | 159  | 114  |
| dont maïs-grain et maïs-semence (ha) | s    | 69   | s    |
| Tournesol (ha)                       | s    |      | s    |
| Colza et navette (ha)                | s    | s    | 25   |
| Élevage                              |      |      |      |
| Cheptel (UGBTA)                      | 2    | 0    | 17   |

## Culture locale et patrimoine

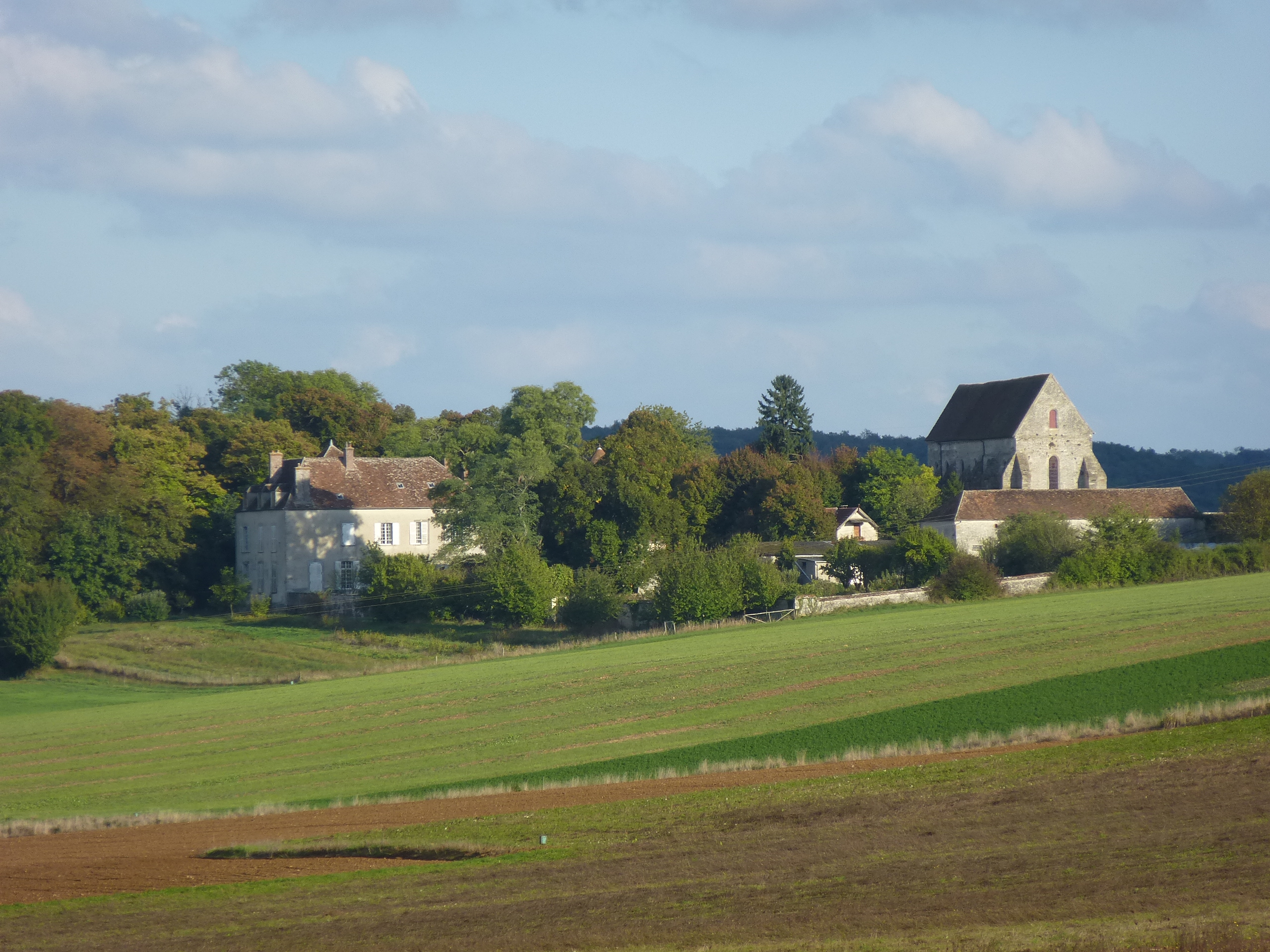
Château de Lourps et église Saint-Menge.

### Lieux et monuments
- L'église Saint-Menge, ancienne chapelle seigneuriale construite au XIIIe siècle fait l’objet d’un classement au titre des monuments historiques[61].
- Le château de Lourps abrita Huysmans qui le décrit dans En rade.
- Une rotonde ferroviaire du XIXe siècle est inscrite au titre des monuments historiques[62].
- La fontaine de Saint-Edme, entre Longueville et Soisy-Bouy.
- Le viaduc ferroviaire surplombant la ville.

### Personnalités liées à la commune
- Émile-Albert Fouilleret (fondateur de l'Usine Fouilleret).
- Henri-Charles Fouilleret (résistant).
- Mac Ronay (1913-2004), comédien et artiste né à Longueville.